# 辣妹過招 (2024年電影)
《辣妹過招》（英語：Mean Girls）是一部2024年美國青春歌舞喜劇片，改編自同名百老匯音樂劇，而音樂劇又改編自马克·沃特斯執導、蒂娜·費編劇的2004年電影，所有作品則改編自蘿瑟琳·魏斯曼的著作《女王蜂與跟屁蟲》（2002年）；兩部電影均由費編劇。電影為莎曼珊·傑恩（Samantha Jayne）和小阿圖羅·佩雷斯（Arturo Perez Jr.）的長片導演處女作，主演陣容包括安格瑞·萊絲、芮妮·拉普、奧莉伊·卡拉瓦爾侯和克里斯多福·布萊尼，而費和提姆·麥道斯則重新演繹了原版電影中的角色。
派拉蒙影業2020年1月宣布了本片的開發計畫，費回歸撰寫劇本，並與2004年電影的製片人隆恩·麥科斯共同擔任監製。作曲家傑夫·里士滿和作詞家奈爾·班傑明為音樂劇譜寫歌曲，而里士滿也負責電影的配樂。選角工作於2022年12月開始。電影2023年3月至4月間在紐澤西州進行主要拍攝。本片原定在串流媒體服務Paramount+上首映，直到2023年9月，發行商選擇先在院線上映。
《辣妹過招》2024年1月8日在紐約市首映， 2024年1月12日在美國上映。

## 演員
- 安格瑞·萊絲飾演凱蒂·荷倫（英语：Cady Heron）
- 芮妮·拉普（英语：Reneé Rapp）飾演蕾吉娜·喬治（英语：Regina George (Mean Girls)）
- 奧莉伊·卡拉瓦爾侯飾演珍妮絲·伊恩（英语：Janis Ian (Mean Girls)）
- 克里斯多福·布萊尼（英语：Christopher Briney）飾演亞倫·山繆斯（Aaron Samuels）
- 賈奎爾·史派維（英语：Jaquel Spivey）飾演戴米安·哈伯德（Damian Hubbard）
- 蓓蓓·伍德（英语：Bebe Wood）飾演葛蕾琴·維納斯（Gretchen Wieners）
- 艾凡蒂卡·范達努普（英语：Avantika Vandanapu）飾演凱倫·謝蒂（Karen Shetty）
- 蒂娜·費飾演諾柏里女士（Ms. Norbury）
- 提姆·麥道斯（英语：Tim Meadows）飾演杜瓦校長（Principal Duvall）
- 珍娜·費雪飾演荷倫太太（Ms. Heron）
- 碧西·飛利浦（英语：Busy Philipps）飾演喬治女士（Mrs. George）
- 喬·漢姆飾演卡爾教練（Coach Carr）
- 艾希莉·朴（英语：Ashley Park (actress)）飾演朴夫人（Madame Park）[5]
- 馬希·阿拉姆（Mahi Alam）飾演凱文·加納特拉（Kevin Ganatra）

## 發行
本片最初安排僅在串流媒體Paramount+上發行，但於2023年9月改為院線上映。《辣妹過招》2024年1月8日在紐約市舉行全球首映，在2004年電影中飾演凱蒂·荷倫的琳賽·蘿涵出席了此次首映。該片由派拉蒙影業定檔2024年1月12日在美國院線上映。

## 迴響

### 评价
爛番茄根據248篇評論，本片獲得69%的新鮮度，平均評分6.2／10，觀眾投票給出50%的分數，平均得分為3／5。。在Metacritic上根據47條評論，本片獲得58分。

### 票房
美国首周末获得2863万美元名列冠军，次周末以1166万蝉联冠军，第三周末又以690万实现三连冠。
| 上一届： 《旺卡》 | 2024年美國週末票房冠軍 第2-4週 | 下一届： 《機密特務：阿蓋爾》 |

## 外部連結
- 官方网站
- 互联网电影数据库（IMDb）上《辣妹過招》的资料（英文）
- Metacritic上《辣妹過招》的資料（英文）
- Box Office Mojo上《辣妹過招》的资料（英文）
- 爛番茄上《辣妹過招》的資料（英文）
- AllMovie上《辣妹過招》的资料（英文）
- 開眼電影網上《辣妹過招》的資料（繁體中文）
- 豆瓣电影上《辣妹過招》的資料 （简体中文）